# Causse Rouge
Le causse Rouge est un petit plateau calcaire français situé au sud du Massif central. Il fait partie des Grands Causses ; il doit son nom à la couleur de sa terre végétale. Son altitude varie de 333 m au confluent de la Muse et du Tarn à 884 m au sommet du puech d'Andan.

## Situation géographique
Ce causse est situé dans le département de l’Aveyron, au nord-ouest de Millau. Il est entouré des régions naturelles suivantes :
- À l’ouest et au nord par la vallée de la Muze et les monts du Lévézou
- Au sud par la vallée du Tarn puis par le causse du Larzac et le Saint-Affricain
- À l’est par le causse Noir
- Au nord par la vallée du Lumansonesque puis par le causse de Sévérac

## Les communes du causse Rouge
Le causse Rouge occupe l'espace intermédiaire entre le causse du Larzac et le Lévézou, il s'étend sur les communes suivantes :
- Aguessac
- Castelnau-Pégayrols
- Comprégnac
- Millau
- Montjaux
- Saint-Beauzély
- Saint-Léons
- Verrières

## Géologie

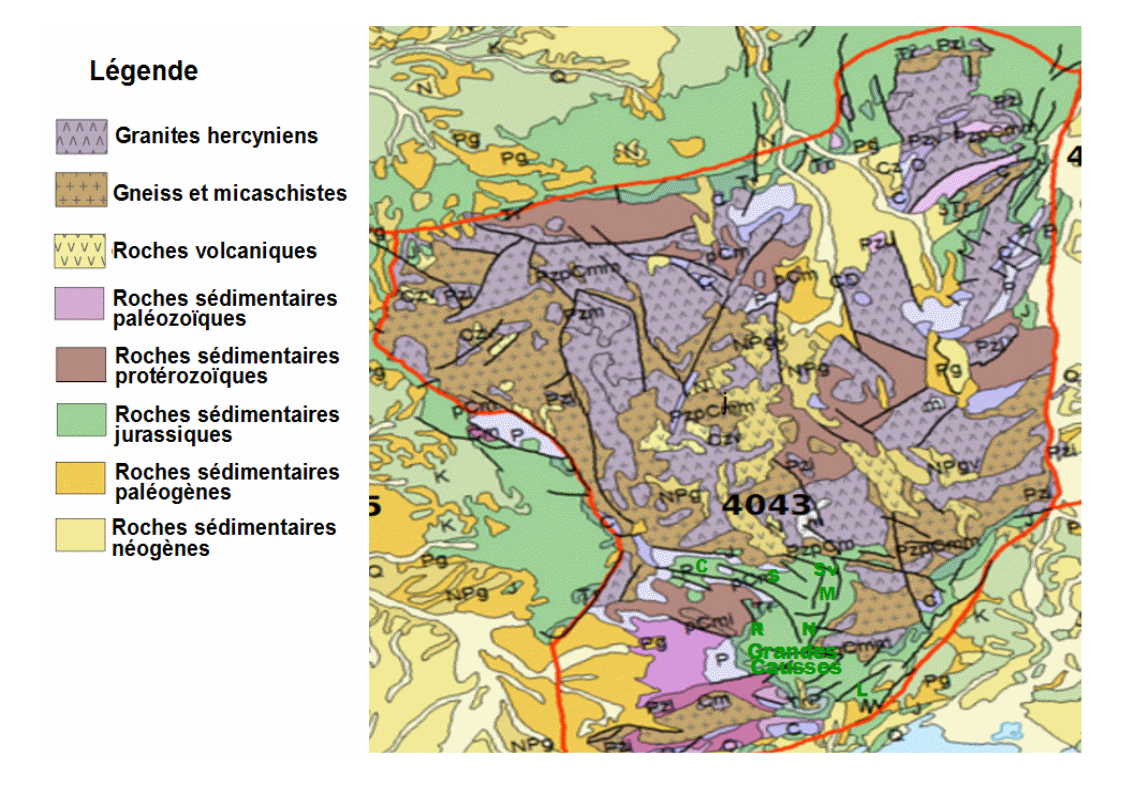
Carte géologique des Grands Causses :
C=Comtal ; S=Séverac ; Sv=Sauveterre ; M=Méjean ; N=Noir ; R=Rouge ; L=Larzac.

Le plateau constitue un ensemble monoclinal faiblement incliné se développant dans les formations carbonatées du Lias inférieur et du Trias. Sur la rive gauche de la Muse, le soubassement du plateau est généralement formé de grès et des premiers calcaires de la série jurassique traversés par l'épanchement basaltique d'Azinières. Il s'agit d'un lac de lave issu d'un volcanisme strombolien ancien de 6 millions d'années.

## Histoire
Occupation importante au Néolithique attesté par de nombreux dolmens et tumulus, des vestiges de constructions primitives ou caps barrés au Puech d'Andan. La période gallo-romaine est à mettre en relation avec la forte activité des ateliers de poteries sigillées de la Graufesenque et l'exploitation des filons de chalcopyrite de Soulobres et Aziniéres. La voie romaine reliant Lodève (Lutéva) à Rodez (Segodunum) par Millau (Condatomag) permettait d'effectuer les transports et les échanges de marchandises aux quatre coins de l'empire romain.
À la fin du IIIe siècle les invasions barbares détruisirent la ville de Condatomag ; le cimetière wisigoth de Navas du Ve siècle reste la preuve de leur passage.

## Économie
Sur le sol desséché du Causse croissent des plantes aromatiques que broutent de nombreux troupeaux de brebis dont le lait sert à élaborer le fromage de Roquefort. L'abondance de caselles de bergers témoignent de la vocation du causse Rouge au pastoralisme.
Exposé au sud, le vignoble des terrasses de la vallée du Tarn produit un vin des côtes de Millau de qualité.

## Faune et flore
Les influences climatiques très contrastées entre le plateau du causse Rouge et les vallées à la géologie tourmentée offrent une richesse floristique diverse et variée ou peuvent se rencontrer de nombreuses espèces endémiques.
- Flore des pelouses et landes

Les pelouses landes sur sol calcaire sont très riches en espèces adaptées a la sécheresse, la germandrée de Rouy (plante endémique des Causses), l'aphyllande de Montpellier ou bragalou, la petite coronille, la stipe pennée ou cheveu d'ange, le thym serpolet,le thym commun, la leuzée conifère, la cardoncelle molle, l'anosma, la lavande fine, la lavande aspic, l'orchis pyramidal, la loroglosse ou orchis bouc, la palanthère à deux feuilles....
- Flore des taillis

Les landes et taillis et ses arbustes caractéristiques de landes arbustives ; l'amélanchier, le buis le genévrier commun, le genet hispanique, le chèvrefeuille, la busserole ou raisin d'ours, le genêt de Martin (espèce rare), genêt scorpion (espèce méridionale), genêt de Villars (espèce montagnarde).
- Les forêts

Les zones forestières du plateau, forêt de Vinnac, de Garrigue sont généralement composées de résineux, pins noirs, pins sylvestres et cèdres, ces trois espèces ont été introduites. Sur le versant nord du causse Rouge surplombant la vallée de la Muse, chênes et châtaigniers sont les arbres dominants, quelques merisiers clairsemés se remarquent a leur floraison blanche printanière, hêtres et noisetiers se rencontrent sur les hauteurs. Les chênes pubescents et chênes verts forment les zones forestières de la vallée du Tarn exposées au Sud.
- Spécificité floristique de la zone basaltique d'Azinières

Affleurement basaltique d'Azinières est classé en ZNIEFF de type 1 depuis 1988. La présence de 75 espèces signalées parmi lesquelles, six sont considérées comme rares, l'Asplenium septentrionale (Capillaire du Nord) considérées comme très rare et la Gagéa des Rochers, protégée.

## Photographies

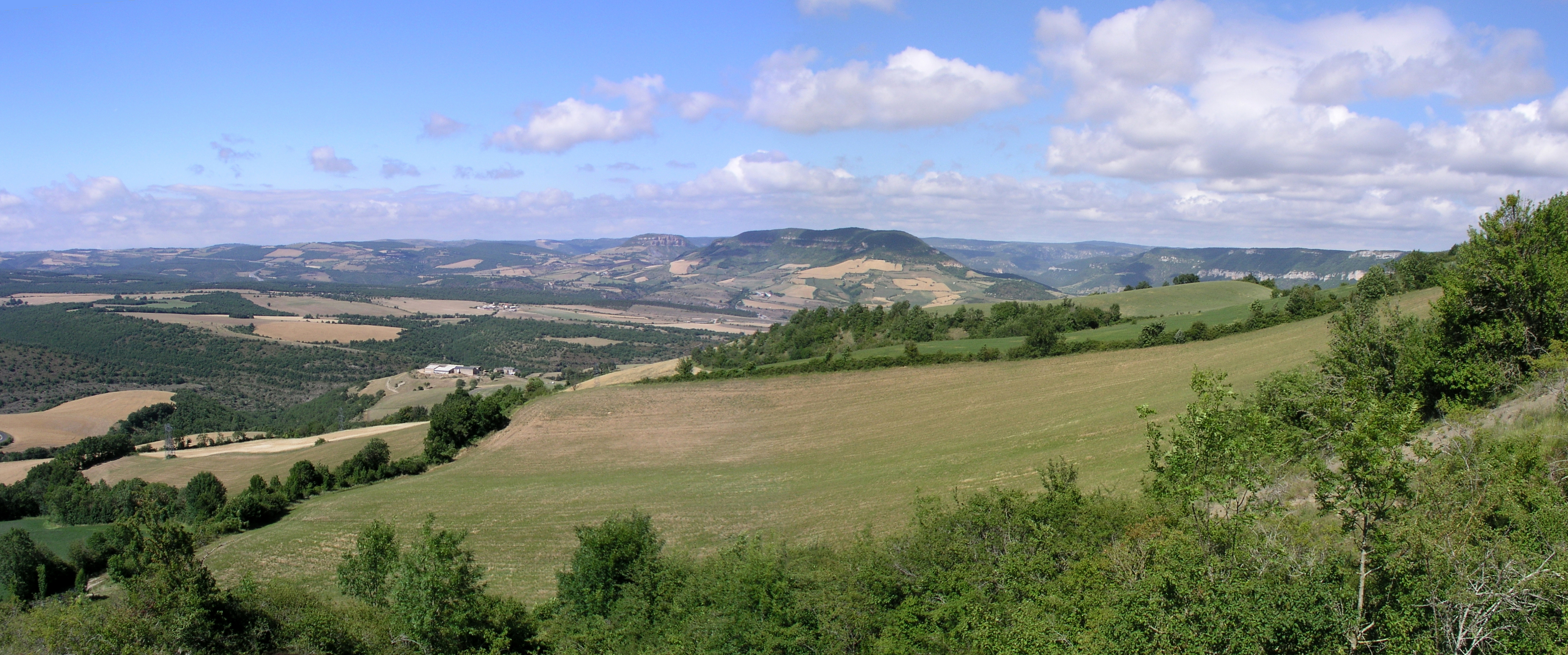
Le causse Rouge vu depuis les flancs du Puech d'Andan.
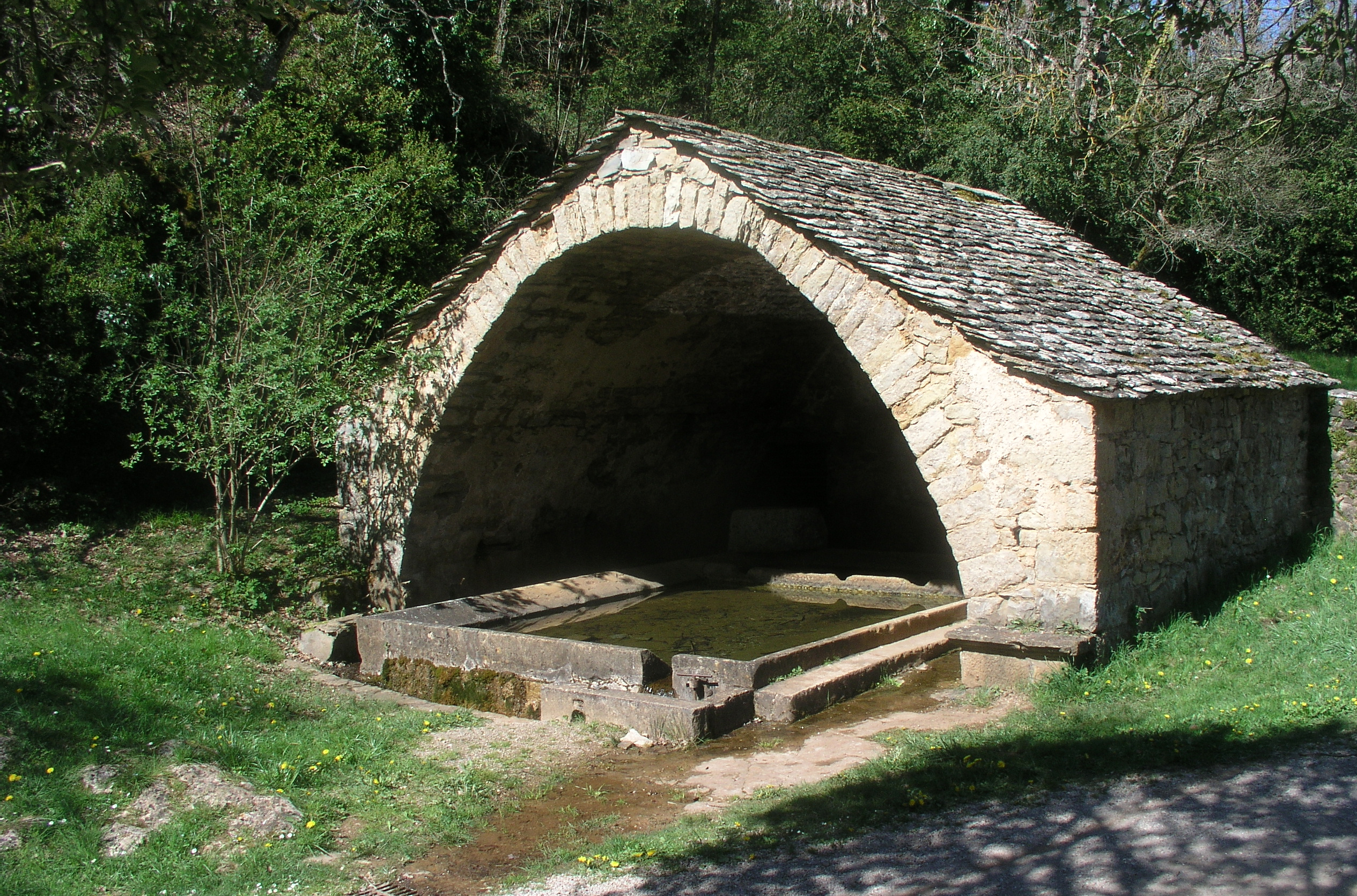
Fontaine de Barbade à Saint-Germain (Millau).
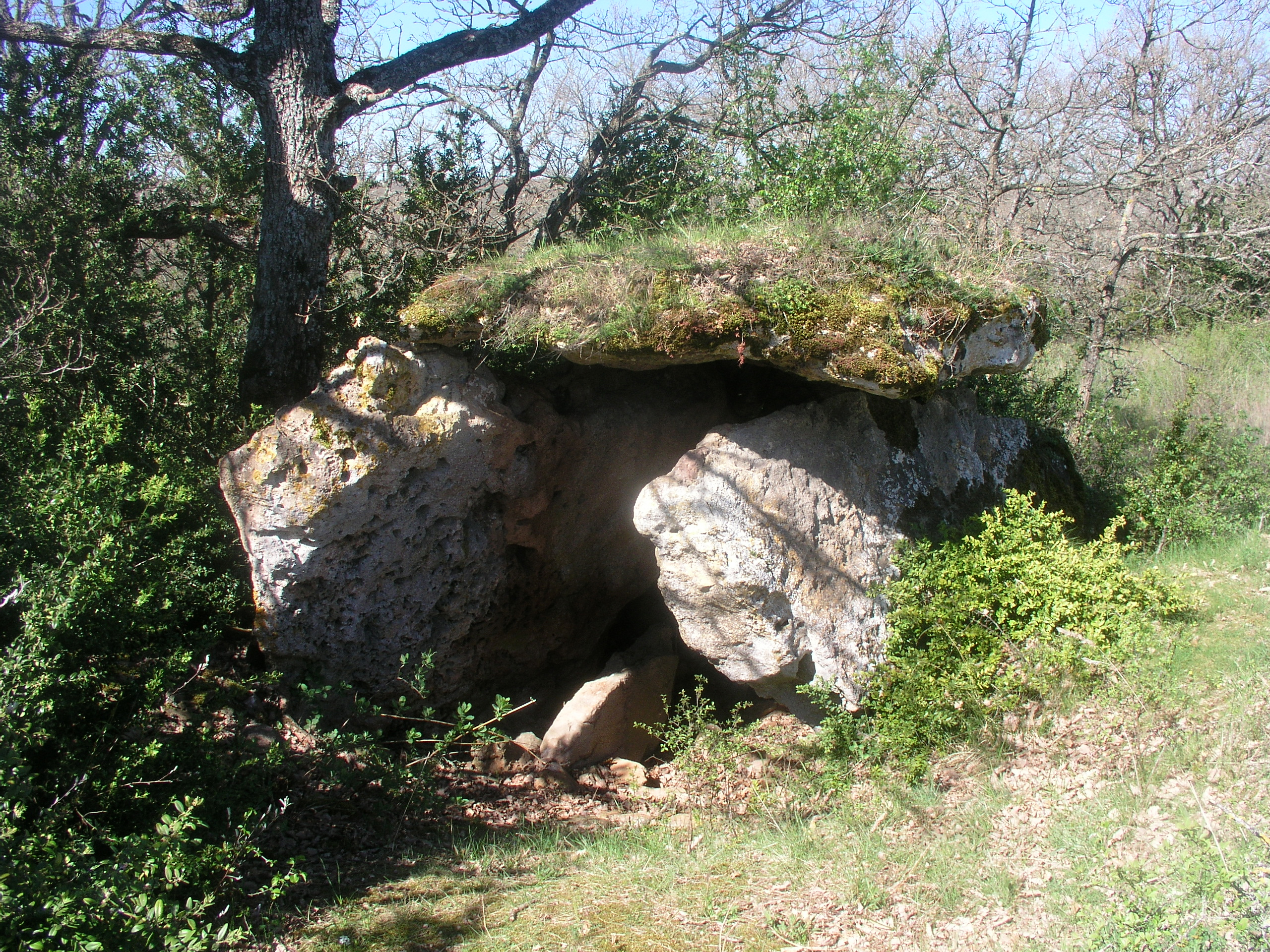
Dolmen de Duéjouls.
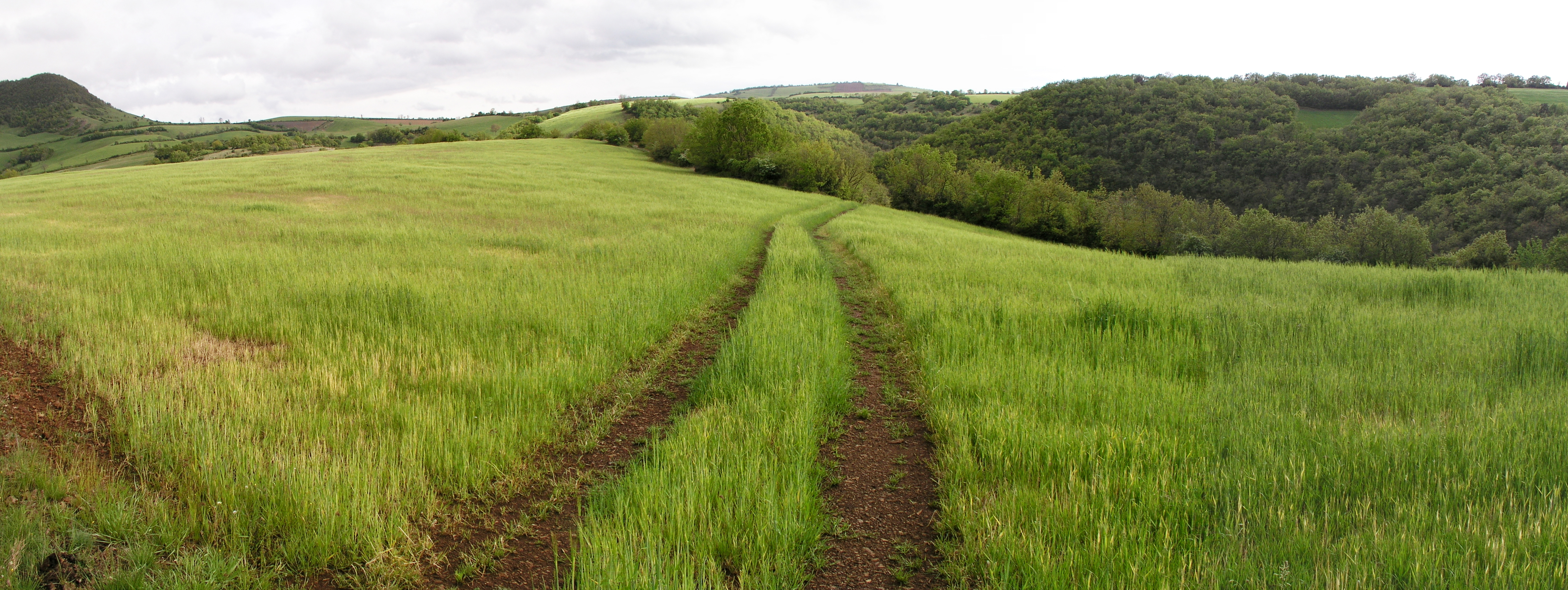
Le causse Rouge à Mazongles (Saint-Germain-Millau).

## Patrimoine
- Le viaduc de Millau, grand site de Midi-Pyrénées, est un ouvrage d'art qui permet à l'autoroute A75 de relier le causse Rouge au causse du Larzac, en 2010 il garde le record mondial de hauteur pour un pont.
- Aire de vision panoramique du viaduc à Brocuéjouls, accès A75 ou Saint-Germain. Ancienne ferme caussenarde transformée en aire de vision, point d'information touristique, et espace gourmand.
- Millau : le beffroi, site archéologique de la Graufesenque.
- Village de Peyre classé parmi les plus beaux villages de France.
- La vallée de la Muse et ses villages médiévaux : Saint-Léons,  Saint-Beauzély, Castelnau-Pégayrols, Montjaux.
- Micropolis la cité des insectes à Saint-Léons.

### Musées
- Musée de Millau (préhistoire, archéologie, ganterie).
- Musée des métiers de la pierre et de la vie rurale au château de Saint-Beauzély.
- Musée et maison natale Jean-Henri Fabre à Saint-Léons.